# Västra Kyrkogatubron

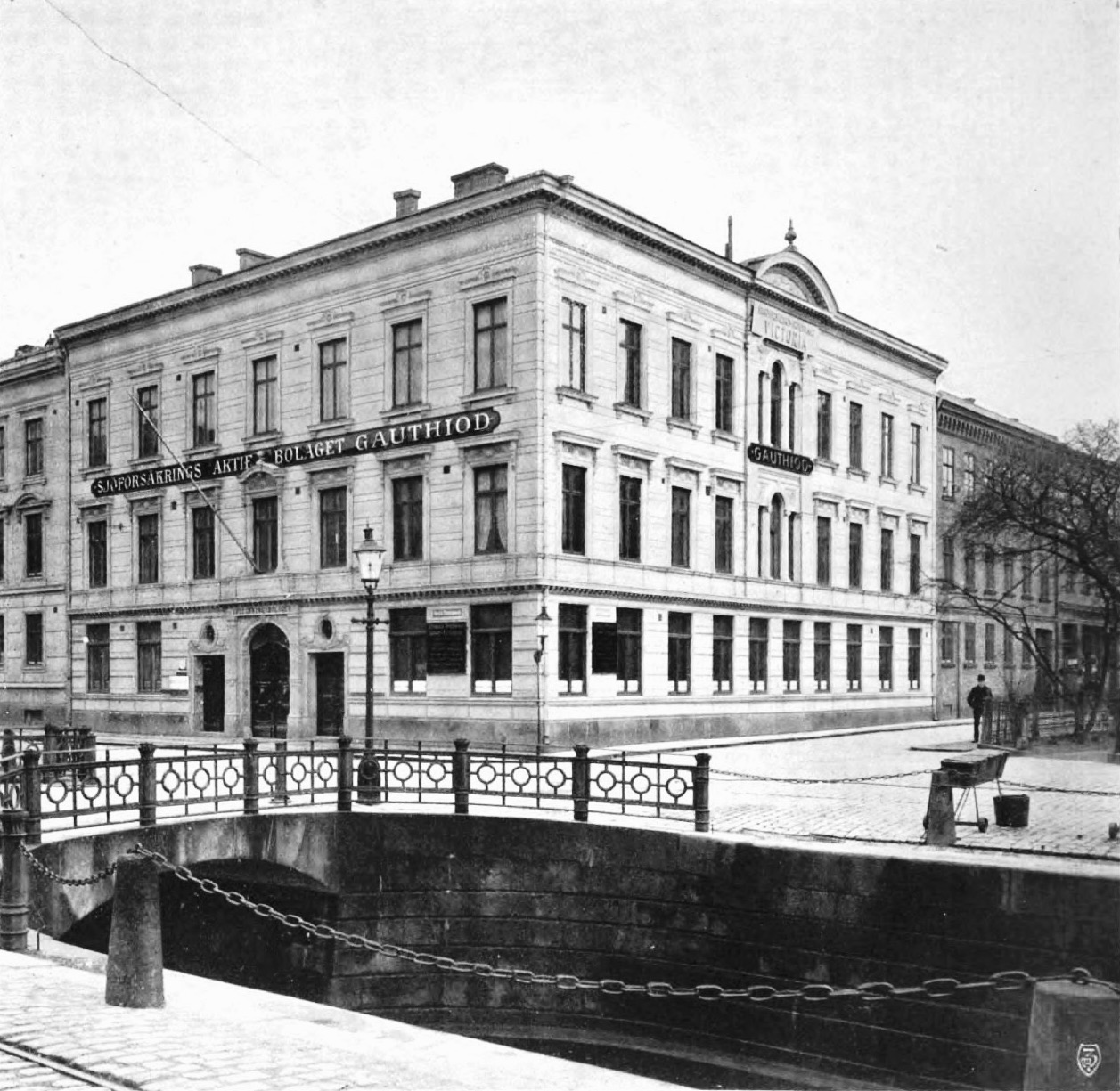
Västra Kyrkogatubron med Gauthiods huvudkontor i bakgrunden.

Västra Kyrkogatubron var en bro över Västra Hamnkanalen i linje med Kyrkogatan i Göteborg. Den knöt samman den västra delen av Västra Hamngatan med den östra, fick sitt namn 1883 och raserades i samband med att kanalen fylldes igen år 1905.